# Piazza delle Uve
La piazza delle Uve (in catalano, la Plaça dels Raïms) è una piccola piazza situata nel Barri Vell della città di Gerona.
Durante il Medioevo fu chiamata piazza della Paglia (in catalano, plaça de la Palla), ma in seguito fu ribattezzata come la conosciamo oggi. La piazza è di soli 24 metri quadrati e vi si accede dalle Voltes d'en Rosés. Prende il nome perché c'era stato un vecchio mercato dell'uva. Si dice che sia la piazza più piccola d'Europa.